# Liste des anciennes communes de la Haute-Garonne
Cette page a pour objectif de retracer toutes les modifications communales dans le département de Haute-Garonne : les anciennes communes qui ont existé depuis la Révolution française, ainsi que les créations, les modifications officielles de nom, ainsi que les échanges de territoires entre communes.
614 communes formaient le département en 1800, dans le format actuel du département (Encore convient-il d'y ajouter les 84 autres communes détachées du département en 1808, pour constituer le nouveau département de Tarn-et-Garonne). Mais dès les premières années de leur existence, certaines petites communes avaient déjà été regroupées (une cinquantaine de communes, avant 1800).
Ce nombre a peu bougé depuis lors : une toute petite vague de fusions au début du XIXe siècle a été suivie de la création (ou du rétablissement) de nouvelles communes, ce dernier mouvement s'étant prolongé jusqu'à récemment (la dernière création datant de 1955). Le minimum a été atteint en 1860 avec 577 communes, nombre qui est remonté à 592, un siècle plus tard. Depuis lors, les regroupements entre communes n'ont été que ponctuels. L'esprit de clocher reste fort, y compris dans le piémont et la partie montagneuse, où l'exode rural a été prononcé et où on peut trouver des communes de toute petite taille (moins de 20 habitants, pour plusieurs d'entre elles, dans le Luchonnais). Pourtant, la loi Marcellin dans les années 1970 n'aura eu qu'un très faible impact, ici, et encore, certains de ces regroupements ont-ils été suivis d'une "défusion". De même, le statut de commune nouvelle de 2010 est resté anecdotique. Aujourd'hui le département compte 586 communes (au 1er janvier 2025).
La création du département de Tarn-et-Garonne en 1808 a amputé le département de Haute-Garonne de 7 cantons (84 communes parmi lesquelles la ville de Castelsarrasin).
En 1803, la limite avec le département du Tarn a été rectifiée, lui cédant certaines communes.
Enfin, le département s'est ponctuellement accru des 25 communes du Val d'Aran espagnol en 1813.

## Fusions
| Nom de la nouvelle commune | Communes réunies                                    | Régime                                           | Date (et nature) de la décision             | Date d'effet                   |
| -------------------------- | --------------------------------------------------- | ------------------------------------------------ | ------------------------------------------- | ------------------------------ |
| Saint-Béat-Lez             | Saint-Béat                                          | commune nouvelle (avec 1 commune déléguée : Lez) | 30 avril 2018 (Arrêté)                      | 1er janvier 2019               |
| Saint-Béat-Lez             | Lez                                                 | commune nouvelle (avec 1 commune déléguée : Lez) | 30 avril 2018 (Arrêté)                      | 1er janvier 2019               |
| Lasserre-Pradère           | Lasserre                                            | commune nouvelle (SANS communes déléguées)       | 7 décembre 2017 (Arrêté)                    | 1er janvier 2018               |
| Lasserre-Pradère           | Pradère-les-Bourguets                               | commune nouvelle (SANS communes déléguées)       | 7 décembre 2017 (Arrêté)                    | 1er janvier 2018               |
| Péguilhan                  | Péguilhan                                           | commune nouvelle (avec communes déléguées)       | 4 août 2016 (Arrêté)                        | 1er janvier 2017               |
| Péguilhan                  | Lunax                                               | commune nouvelle (avec communes déléguées)       | 4 août 2016 (Arrêté)                        | 1er janvier 2017               |
| Boutx                      | Boutx                                               | fusion association                               | 8 juillet 1974 (Décret)                     | 1er août 1974                  |
| Boutx                      | Argut-Dessus                                        | fusion association                               | 8 juillet 1974 (Décret)                     | 1er août 1974                  |
| Boutx                      | Couledoux                                           | fusion association                               | 8 juillet 1974 (Décret)                     | 1er août 1974                  |
| Saint-Gaudens              | Saint-Gaudens                                       | fusion association (dissoute en 2008)            | 5 novembre 1973 (Arrêté)                    | 1er janvier 1974               |
| Saint-Gaudens              | Lieoux (commune rétablie en 2008)                   | fusion association (dissoute en 2008)            | 5 novembre 1973 (Arrêté)                    | 1er janvier 1974               |
| Cierp-Gaud-Signac          | Cierp-Gaud                                          | fusion association (dissoute en 1983)            | 1er août 1973 (Arrêté)                      | 1er janvier 1974               |
| Cierp-Gaud-Signac          | Signac (commune rétablie en 1983)                   | fusion association (dissoute en 1983)            | 1er août 1973 (Arrêté)                      | 1er janvier 1974               |
| Cierp-Gaud                 | Cierp                                               | fusion simple                                    | 19 mars 1972 (Arrêté)                       | 21 mars 1972                   |
| Cierp-Gaud                 | Gaud                                                | fusion simple                                    | 19 mars 1972 (Arrêté)                       | 21 mars 1972                   |
| Lavernose-Lacasse          | Lavernose                                           | fusion                                           | 19 mars 1964 (Arrêté) 20 mars 1964 (Arrêté) | 23 avril 1964                  |
| Lavernose-Lacasse          | Lacasse                                             | fusion                                           | 19 mars 1964 (Arrêté) 20 mars 1964 (Arrêté) | 23 avril 1964                  |
| Cassagnabère-Tournas       | Cassagnabère                                        | fusion                                           | 19 février 1855 (Loi)                       | 19 février 1855 (Loi)          |
| Cassagnabère-Tournas       | Tournas                                             | fusion                                           | 19 février 1855 (Loi)                       | 19 février 1855 (Loi)          |
| Lalouret-Laffiteau         | Lalouret                                            | fusion                                           | 25 janvier 1848 (Ordonnance)                | 25 janvier 1848 (Ordonnance)   |
| Lalouret-Laffiteau         | Laffiteau                                           | fusion                                           | 25 janvier 1848 (Ordonnance)                | 25 janvier 1848 (Ordonnance)   |
| Saccourvielle              | Saccourvielle                                       | fusion                                           | 17 octobre 1847 (Ordonnance)                | 17 octobre 1847 (Ordonnance)   |
| Saccourvielle              | Benque-Dessous-et-Dessus (commune rétablie en 1868) | fusion                                           | 17 octobre 1847 (Ordonnance)                | 17 octobre 1847 (Ordonnance)   |
| Drémil-Lafage              | Drémil-Lafage                                       | fusion                                           | 5 septembre 1847 (Ordonnance)               | 5 septembre 1847 (Ordonnance)  |
| Drémil-Lafage              | Montauriol                                          | fusion                                           | 5 septembre 1847 (Ordonnance)               | 5 septembre 1847 (Ordonnance)  |
| Flourens                   | Flourens                                            | fusion                                           | 5 septembre 1847 (Ordonnance)               | 5 septembre 1847 (Ordonnance)  |
| Flourens                   | Péchauriolles                                       | fusion                                           | 5 septembre 1847 (Ordonnance)               | 5 septembre 1847 (Ordonnance)  |
| Saint-Pierre               | Saint-Martin-des-Pierres                            | fusion                                           | 5 septembre 1847 (Ordonnance)               | 5 septembre 1847 (Ordonnance)  |
| Saint-Pierre               | Saint-Jean-des-Pierres                              | fusion                                           | 5 septembre 1847 (Ordonnance)               | 5 septembre 1847 (Ordonnance)  |
| Francarville               | Francarville                                        | fusion                                           | 30 mai 1847 (Ordonnance)                    | 30 mai 1847 (Ordonnance)       |
| Francarville               | Laclastre                                           | fusion                                           | 30 mai 1847 (Ordonnance)                    | 30 mai 1847 (Ordonnance)       |
| Aucamville                 | Aucamville                                          | fusion                                           | 14 avril 1847 (Ordonnance)                  | 14 avril 1847 (Ordonnance)     |
| Aucamville                 | Croix-Bénite                                        | fusion                                           | 14 avril 1847 (Ordonnance)                  | 14 avril 1847 (Ordonnance)     |
| Tarabel                    | Tarabel                                             | fusion                                           | 6 février 1847 (Ordonnance)                 | 6 février 1847 (Ordonnance)    |
| Tarabel                    | Bugnac                                              | fusion                                           | 6 février 1847 (Ordonnance)                 | 6 février 1847 (Ordonnance)    |
| Trébons                    | Trébons                                             | fusion                                           | 6 février 1847 (Ordonnance)                 | 6 février 1847 (Ordonnance)    |
| Trébons                    | Esquilles                                           | fusion                                           | 6 février 1847 (Ordonnance)                 | 6 février 1847 (Ordonnance)    |
| Vallesvilles               | Vallesvilles                                        | fusion                                           | 6 février 1847 (Ordonnance)                 | 6 février 1847 (Ordonnance)    |
| Vallesvilles               | Le Pujolet                                          | fusion                                           | 6 février 1847 (Ordonnance)                 | 6 février 1847 (Ordonnance)    |
| Lespinasse                 | Lespinasse                                          | fusion                                           | 4 août 1846 (Ordonnance)                    | 4 août 1846 (Ordonnance)       |
| Lespinasse                 | Novital-Viguerie (une partie)                       | fusion                                           | 4 août 1846 (Ordonnance)                    | 4 août 1846 (Ordonnance)       |
| Saint-Jory                 | Saint-Jory                                          | fusion                                           | 4 août 1846 (Ordonnance)                    | 4 août 1846 (Ordonnance)       |
| Saint-Jory                 | Novital-Viguerie (une partie)                       | fusion                                           | 4 août 1846 (Ordonnance)                    | 4 août 1846 (Ordonnance)       |
| Cazères                    | Cazères                                             | fusion                                           | 18 avril 1842 (Ordonnance)                  | 18 avril 1842 (Ordonnance)     |
| Cazères                    | Saint-Cizy                                          | fusion                                           | 18 avril 1842 (Ordonnance)                  | 18 avril 1842 (Ordonnance)     |
| Vigoulet-Auzil             | Vigoulet                                            | fusion                                           | 24 février 1842 (Ordonnance)                | 24 février 1842 (Ordonnance)   |
| Vigoulet-Auzil             | Auzil                                               | fusion                                           | 24 février 1842 (Ordonnance)                | 24 février 1842 (Ordonnance)   |
| Pechbonnieu                | Pechbonnieu                                         | fusion                                           | 10 janvier 1842 (Ordonnance)                | 10 janvier 1842 (Ordonnance)   |
| Pechbonnieu                | Castillon-Tolosan                                   | fusion                                           | 10 janvier 1842 (Ordonnance)                | 10 janvier 1842 (Ordonnance)   |
| Bezins-Garraux             | Bezins                                              | fusion                                           | 24 juin 1840 (Ordonnance)                   | 24 juin 1840 (Ordonnance)      |
| Bezins-Garraux             | Garraux                                             | fusion                                           | 24 juin 1840 (Ordonnance)                   | 24 juin 1840 (Ordonnance)      |
| Bachos-Binos               | Bachos (commune rétablie en 1948)                   | fusion                                           | 7 avril 1840 (Ordonnance)                   | 7 avril 1840 (Ordonnance)      |
| Bachos-Binos               | Binos (commune rétablie en 1948)                    | fusion                                           | 7 avril 1840 (Ordonnance)                   | 7 avril 1840 (Ordonnance)      |
| Castéra-Vignoles           | Castéra                                             | fusion                                           | 20 mai 1839 (Ordonnance)                    | 20 mai 1839 (Ordonnance)       |
| Castéra-Vignoles           | Vignoles                                            | fusion                                           | 20 mai 1839 (Ordonnance)                    | 20 mai 1839 (Ordonnance)       |
| Lussan-Adeilhac            | Lussan                                              | fusion                                           | 20 mai 1839 (Ordonnance)                    | 20 mai 1839 (Ordonnance)       |
| Lussan-Adeilhac            | Adeilhac                                            | fusion                                           | 20 mai 1839 (Ordonnance)                    | 20 mai 1839 (Ordonnance)       |
| Montesquieu-Guittaut       | Montesquieu-de-Lisle                                | fusion                                           | 9 avril 1839 (Ordonnance)                   | 9 avril 1839 (Ordonnance)      |
| Montesquieu-Guittaut       | Guittaut                                            | fusion                                           | 9 avril 1839 (Ordonnance)                   | 9 avril 1839 (Ordonnance)      |
| Rieumes                    | Rieumes                                             | fusion                                           | 6 mai 1836 (Ordonnance)                     | 6 mai 1836 (Ordonnance)        |
| Rieumes                    | Lesperiès                                           | fusion                                           | 6 mai 1836 (Ordonnance)                     | 6 mai 1836 (Ordonnance)        |
| Lapeyrouse-Fossat          | Lapeyrouse                                          | fusion                                           | 1er janvier 1836 (Ordonnance)               | 1er janvier 1836 (Ordonnance)  |
| Lapeyrouse-Fossat          | Le Fossat                                           | fusion                                           | 1er janvier 1836 (Ordonnance)               | 1er janvier 1836 (Ordonnance)  |
| Saint-Marcel-Paulel        | Saint-Marcel                                        | fusion                                           | 26 février 1835 (Ordonnance)                | 26 février 1835 (Ordonnance)   |
| Saint-Marcel-Paulel        | Paulel                                              | fusion                                           | 26 février 1835 (Ordonnance)                | 26 février 1835 (Ordonnance)   |
| Cabanac-Séguenville        | Cabanac                                             | fusion                                           | 1833,                                       | 1833,                          |
| Cabanac-Séguenville        | Séguenville                                         | fusion                                           | 1833,                                       | 1833,                          |
| Sainte-Foy-d'Aigrefeuille  | Sainte-Foy-d'Aigrefeuille                           | fusion                                           | 28 octobre 1832 (Ordonnance),               | 28 octobre 1832 (Ordonnance),  |
| Sainte-Foy-d'Aigrefeuille  | Le Pujol                                            | fusion                                           | 28 octobre 1832 (Ordonnance),               | 28 octobre 1832 (Ordonnance),  |
| Sainte-Foy-d'Aigrefeuille  | Saint-Martin-de-Ronsac                              | fusion                                           | 28 octobre 1832 (Ordonnance),               | 28 octobre 1832 (Ordonnance),  |
| L'Isle-en-Dodon            | L'Isle-en-Dodon                                     | fusion                                           | 20 septembre 1828 (Ordonnance)              | 20 septembre 1828 (Ordonnance) |
| L'Isle-en-Dodon            | Lagarde-de-Lisle                                    | fusion                                           | 20 septembre 1828 (Ordonnance)              | 20 septembre 1828 (Ordonnance) |
| Cassagnabère               | Cassagnabère                                        | fusion                                           | 8 juin 1825 (Ordonnance),                   | 8 juin 1825 (Ordonnance),      |
| Cassagnabère               | Ramefort (une partie)                               | fusion                                           | 8 juin 1825 (Ordonnance),                   | 8 juin 1825 (Ordonnance),      |
| Aurignac                   | Aurignac                                            | fusion                                           | 8 juin 1825 (Ordonnance),                   | 8 juin 1825 (Ordonnance),      |
| Aurignac                   | Ramefort (une partie)                               | fusion                                           | 8 juin 1825 (Ordonnance),                   | 8 juin 1825 (Ordonnance),      |
| Boussan                    | Boussan                                             | fusion                                           | 8 juin 1825 (Ordonnance),                   | 8 juin 1825 (Ordonnance),      |
| Boussan                    | Ramefort (une partie)                               | fusion                                           | 8 juin 1825 (Ordonnance),                   | 8 juin 1825 (Ordonnance),      |
| Saint-André                | Saint-André                                         | fusion                                           | 8 juin 1825 (Ordonnance),                   | 8 juin 1825 (Ordonnance),      |
| Saint-André                | Ramefort (une partie)                               | fusion                                           | 8 juin 1825 (Ordonnance),                   | 8 juin 1825 (Ordonnance),      |
| Cazeneuve-Montaut          | Cazeneuve                                           | fusion                                           | 8 juin 1825 (Ordonnance)                    | 8 juin 1825 (Ordonnance)       |
| Cazeneuve-Montaut          | Montaut (canton d'Aurignac)                         | fusion                                           | 8 juin 1825 (Ordonnance)                    | 8 juin 1825 (Ordonnance)       |
| Saint-Élix-Séglan          | Saint-Élix                                          | fusion                                           | 8 juin 1825 (Ordonnance),                   | 8 juin 1825 (Ordonnance),      |
| Saint-Élix-Séglan          | Séglan                                              | fusion                                           | 8 juin 1825 (Ordonnance),                   | 8 juin 1825 (Ordonnance),      |
| Le Pin                     | Le Pin                                              | fusion                                           | 1819,                                       | 1819,                          |
| Le Pin                     | Gouts                                               | fusion                                           | 1819,                                       | 1819,                          |
| Cabanac                    | Cabanac                                             | fusion                                           | 1818,                                       | 1818,                          |
| Cabanac                    | Lamothe-Cabanac                                     | fusion                                           | 1818,                                       | 1818,                          |
| Montpitol                  | Montpitol                                           | fusion                                           | 1817,                                       | 1817,                          |
| Montpitol                  | La Soulade                                          | fusion                                           | 1817,                                       | 1817,                          |
| Pechbonnieu                | Pechbonnieu                                         | fusion                                           | 27 janvier 1812 (Décret),                   | 27 janvier 1812 (Décret),      |
| Pechbonnieu                | Labastide-Constance                                 | fusion                                           | 27 janvier 1812 (Décret),                   | 27 janvier 1812 (Décret),      |
| Poucharramet               | Poucharramet                                        | fusion                                           | 1803,                                       | 1803,                          |
| Poucharramet               | Saint-Jean-de-Poucharramet                          | fusion                                           | 1803,                                       | 1803,                          |
| Lagrâce-Dieu               | Lagrâce-Dieu                                        | fusion                                           | 1802,                                       | 1802,                          |
| Lagrâce-Dieu               | Magrens                                             | fusion                                           | 1802,                                       | 1802,                          |
| Le Pin                     | Le Pin                                              | fusion                                           | 1801-1806                                   | 1801-1806                      |
| Le Pin                     | La Haugarette                                       | fusion                                           | 1801-1806                                   | 1801-1806                      |
| Beaumont-sur-Lèze          | Beaumont-sur-Lèze                                   | fusion                                           | 1800,                                       | 1800,                          |
| Beaumont-sur-Lèze          | Saint-Amans-et-Ribonet (le hameau de Ribonet)       | fusion                                           | 1800,                                       | 1800,                          |
| Muret                      | Muret                                               | fusion                                           | 1800,                                       | 1800,                          |
| Muret                      | Saint-Amans-et-Ribonet (le village de Saint-Amans)  | fusion                                           | 1800,                                       | 1800,                          |
| Bezins                     | Bezins-Dessous                                      | fusion                                           | 1800,                                       | 1800,                          |
| Bezins                     | Bezins-Dessus                                       | fusion                                           | 1800,                                       | 1800,                          |
| Billière                   | Billière                                            | fusion                                           | 1800,                                       | 1800,                          |
| Billière                   | Bernet                                              | fusion                                           | 1800,                                       | 1800,                          |
| Préserville                | Préserville                                         | fusion                                           | 1800,                                       | 1800,                          |
| Préserville                | Villèle                                             | fusion                                           | 1800,                                       | 1800,                          |
| Auriac                     | Auriac                                              | fusion                                           | 1796,                                       | 1796,                          |
| Auriac                     | Noumérens                                           | fusion                                           | 1796,                                       | 1796,                          |
| Auriac                     | Prunet (canton de Caraman)                          | fusion                                           | 1796,                                       | 1796,                          |
| Canens                     | Canens                                              | fusion                                           | 1796,                                       | 1796,                          |
| Canens                     | La Nogarède                                         | fusion                                           | 1796,                                       | 1796,                          |
| Caragoudes                 | Caragoudes                                          | fusion                                           | 1796                                        | 1796                           |
| Caragoudes                 | Falgairac                                           | fusion                                           | 1796                                        | 1796                           |
| Caragoudes                 | Saune                                               | fusion                                           | 1796                                        | 1796                           |
| Fabas                      | Fabas                                               | fusion                                           | 1796                                        | 1796                           |
| Fabas                      | Martignan                                           | fusion                                           | 1796                                        | 1796                           |
| Gaillac-Toulza             | Gaillac-Toulza                                      | fusion                                           | 1796                                        | 1796                           |
| Gaillac-Toulza             | Orsas                                               | fusion                                           | 1796                                        | 1796                           |
| Gourdan                    | Gourdan                                             | fusion                                           | 1796                                        | 1796                           |
| Gourdan                    | Polignan                                            | fusion                                           | 1796                                        | 1796                           |
| Nailloux                   | Nailloux                                            | fusion                                           | 1796                                        | 1796                           |
| Nailloux                   | Soucale                                             | fusion                                           | 1796                                        | 1796                           |
| Nailloux                   | Viviers-lès-Nailloux                                | fusion                                           | 1796                                        | 1796                           |
| Toulouse                   | Toulouse                                            | fusion                                           | 1796,                                       | 1796,                          |
| Toulouse                   | Saint-Martin-du-Touch                               | fusion                                           | 1796,                                       | 1796,                          |
| Toulouse                   | Saint-Michel-du-Touch                               | fusion                                           | 1796,                                       | 1796,                          |
| Toulouse                   | Villenouvelle-lès-Saint-Simon                       | fusion                                           | 1796,                                       | 1796,                          |
| Revel                      | Revel                                               | fusion                                           | 1795                                        | 1795                           |
| Revel                      | Dreuilhe                                            | fusion                                           | 1795                                        | 1795                           |
| Saint-Félix                | Saint-Félix                                         | fusion                                           | 1795                                        | 1795                           |
| Saint-Félix                | Cadenac                                             | fusion                                           | 1795                                        | 1795                           |
| Saint-Félix                | Grayssens                                           | fusion                                           | 1795                                        | 1795                           |
| Saint-Félix                | La Jalabertie                                       | fusion                                           | 1795                                        | 1795                           |
| Bellegarde                 | Bellegarde                                          | fusion                                           | 1794                                        | 1794                           |
| Bellegarde                 | Noïc                                                | fusion                                           | 1794                                        | 1794                           |
| Brignemont                 | Brignemont                                          | fusion                                           | 1794                                        | 1794                           |
| Brignemont                 | Saint-Menne                                         | fusion                                           | 1794                                        | 1794                           |
| Lavalette                  | Lavalette                                           | fusion                                           | 1794                                        | 1794                           |
| Lavalette                  | La Guitardie                                        | fusion                                           | 1794                                        | 1794                           |
| Mauremont                  | Mauremont                                           | fusion                                           | 1794                                        | 1794                           |
| Mauremont                  | Peyrens                                             | fusion                                           | 1794                                        | 1794                           |
| Mons                       | Mons                                                | fusion                                           | 1794                                        | 1794                           |
| Mons                       | Clairac                                             | fusion                                           | 1794                                        | 1794                           |
| Saint-Christaud            | Saint-Christaud                                     | fusion                                           | 1794                                        | 1794                           |
| Saint-Christaud            | Tersac                                              | fusion                                           | 1794                                        | 1794                           |
| L'Union                    | Belbèze-lès-Toulouse                                | fusion                                           | 1794,                                       | 1794,                          |
| L'Union                    | La Cournaudric                                      | fusion                                           | 1794,                                       | 1794,                          |
| Villemur                   | Villemur                                            | fusion                                           | 1794,                                       | 1794,                          |
| Villemur                   | Bondigoux (commune rétablie en 1869)                | fusion                                           | 1794,                                       | 1794,                          |
| Villemur                   | Filliols                                            | fusion                                           | 1794,                                       | 1794,                          |
| Villemur                   | La Magdelaine (commune rétablie en 1882)            | fusion                                           | 1794,                                       | 1794,                          |
| Villemur                   | Magnanac-et-le-Terme                                | fusion                                           | 1794,                                       | 1794,                          |
| Villemur                   | Sainte-Scariette                                    | fusion                                           | 1794,                                       | 1794,                          |
| Villemur                   | Sayrac                                              | fusion                                           | 1794,                                       | 1794,                          |
| Villemur                   | Villematier (commune rétablie en 1907)              | fusion                                           | 1794,                                       | 1794,                          |
| Aulon                      | Aulon                                               | fusion                                           | 1791,                                       | 1791,                          |
| Aulon                      | Mengué                                              | fusion                                           | 1791,                                       | 1791,                          |
| Lavalette                  | Lavalette                                           | fusion                                           | 1791                                        | 1791                           |
| Lavalette                  | Boniac                                              | fusion                                           | 1791                                        | 1791                           |
| Mauran                     | Mauran                                              | fusion                                           | 1791                                        | 1791                           |
| Mauran                     | Couts (une partie)                                  | fusion                                           | 1791                                        | 1791                           |
| Montclar                   | Montclar                                            | fusion                                           | 1791                                        | 1791                           |
| Montclar                   | Couts (une partie)                                  | fusion                                           | 1791                                        | 1791                           |
| Montesquieu-Volvestre      | Montesquieu-Volvestre                               | fusion                                           | 1791,                                       | 1791,                          |
| Montesquieu-Volvestre      | Argain                                              | fusion                                           | 1791,                                       | 1791,                          |
| Montesquieu-Volvestre      | Castillon (canton de Montesquieu)                   | fusion                                           | 1791,                                       | 1791,                          |
| Mourvilles-Hautes          | Mourvilles-Hautes                                   | fusion                                           | 1791,                                       | 1791,                          |
| Mourvilles-Hautes          | Biès                                                | fusion                                           | 1791,                                       | 1791,                          |
| Aurin                      | Aurin                                               | fusion                                           | 1790                                        | 1790                           |
| Aurin                      | La Fraixinette                                      | fusion                                           | 1790                                        | 1790                           |
| Auterive                   | Auterive                                            | fusion                                           | 1790,                                       | 1790,                          |
| Auterive                   | Ichaussas                                           | fusion                                           | 1790,                                       | 1790,                          |
| Bragayrac                  | Bragayrac                                           | fusion                                           | 1790,                                       | 1790,                          |
| Bragayrac                  | Lagarde-Savès (une partie)                          | fusion                                           | 1790,                                       | 1790,                          |
| Lahage                     | Lahage                                              | fusion                                           | 1790,                                       | 1790,                          |
| Lahage                     | Lagarde-Savès (une partie)                          | fusion                                           | 1790,                                       | 1790,                          |
| Carbonne                   | Carbonne                                            | fusion                                           | 1790-1794                                   | 1790-1794                      |
| Carbonne                   | La Terrasse                                         | fusion                                           | 1790-1794                                   | 1790-1794                      |
| Casties-Labrande           | Casties                                             | fusion                                           | 1790-1794                                   | 1790-1794                      |
| Casties-Labrande           | Labrande                                            | fusion                                           | 1790-1794                                   | 1790-1794                      |
| Cier-de-Luchon             | Cier-de-Luchon                                      | fusion                                           | 1790-1794                                   | 1790-1794                      |
| Cier-de-Luchon             | Montmajou                                           | fusion                                           | 1790-1794                                   | 1790-1794                      |
| Couret                     | Couret                                              | fusion                                           | 1790-1794                                   | 1790-1794                      |
| Couret                     | Escaich                                             | fusion                                           | 1790-1794                                   | 1790-1794                      |
| Le Cuing                   | Le Cuing                                            | fusion                                           | 1790-1794                                   | 1790-1794                      |
| Le Cuing                   | Cauhapé                                             | fusion                                           | 1790-1794                                   | 1790-1794                      |
| Eup                        | Eup                                                 | fusion                                           | 1790-1794                                   | 1790-1794                      |
| Eup                        | Le Babart                                           | fusion                                           | 1790-1794                                   | 1790-1794                      |
| Le Fousseret               | Le Fousseret                                        | fusion                                           | 1790-1794                                   | 1790-1794                      |
| Le Fousseret               | Les Ponts-de-Benque                                 | fusion                                           | 1790-1794                                   | 1790-1794                      |
| Garidech                   | Garidech                                            | fusion                                           | 1790                                        | 1790                           |
| Garidech                   | Pey-Saint-Pierre (Pexempeyre)                       | fusion                                           | 1790                                        | 1790                           |
| Garin                      | Garin                                               | fusion                                           | 1790-1794                                   | 1790-1794                      |
| Garin                      | Saint-Triton                                        | fusion                                           | 1790-1794                                   | 1790-1794                      |
| Gouaux-de-Larboust         | Gouaux-de-Larboust                                  | fusion                                           | 1790-1794                                   | 1790-1794                      |
| Gouaux-de-Larboust         | Larboust                                            | fusion                                           | 1790-1794                                   | 1790-1794                      |
| Latoue                     | Latoue                                              | fusion                                           | 1790,                                       | 1790,                          |
| Latoue                     | Gariscan                                            | fusion                                           | 1790,                                       | 1790,                          |
| Latrape                    | Latrape                                             | fusion                                           | 1790                                        | 1790                           |
| Latrape                    | Piis                                                | fusion                                           | 1790                                        | 1790                           |
| Launac                     | Launac                                              | fusion                                           | 1790                                        | 1790                           |
| Launac                     | Galembrun                                           | fusion                                           | 1790                                        | 1790                           |
| Lodes                      | Lodes                                               | fusion                                           | 1790-1794                                   | 1790-1794                      |
| Lodes                      | Guitt                                               | fusion                                           | 1790-1794                                   | 1790-1794                      |
| Lux                        | Lux                                                 | fusion                                           | 1790                                        | 1790                           |
| Lux                        | Saint-Jean-de-Lugardès                              | fusion                                           | 1790                                        | 1790                           |
| Maurens                    | Maurens                                             | fusion                                           | 1790,                                       | 1790,                          |
| Maurens                    | Montcalvel                                          | fusion                                           | 1790,                                       | 1790,                          |
| Montberaud                 | Montberaud                                          | fusion                                           | 1790                                        | 1790                           |
| Montberaud                 | Lafitte-Volvestre                                   | fusion                                           | 1790                                        | 1790                           |
| Montbernard                | Montbernard                                         | fusion                                           | 1790                                        | 1790                           |
| Montbernard                | Barran                                              | fusion                                           | 1790                                        | 1790                           |
| Montoussin                 | Montoussin                                          | fusion                                           | 1790                                        | 1790                           |
| Montoussin                 | Tillet                                              | fusion                                           | 1790                                        | 1790                           |
| Mourvilles-Basses          | Mourvilles-Basses                                   | fusion                                           | 1790                                        | 1790                           |
| Mourvilles-Basses          | Fourtounens                                         | fusion                                           | 1790                                        | 1790                           |
| Muret                      | Muret                                               | fusion                                           | 1790                                        | 1790                           |
| Muret                      | Estantens                                           | fusion                                           | 1790                                        | 1790                           |
| Muret                      | Ox                                                  | fusion                                           | 1790                                        | 1790                           |
| Ponlat-Taillebourg         | Ponlat                                              | fusion                                           | 1790-1794                                   | 1790-1794                      |
| Ponlat-Taillebourg         | Taillebourg                                         | fusion                                           | 1790-1794                                   | 1790-1794                      |
| Rieux                      | Rieux                                               | fusion                                           | 1790-1794                                   | 1790-1794                      |
| Rieux                      | Saint-Hilaire (canton de Rieux)                     | fusion                                           | 1790-1794                                   | 1790-1794                      |
| Saint-Hilaire              | Saint-Hilaire                                       | fusion                                           | 1790,                                       | 1790,                          |
| Saint-Hilaire              | Villeneuvette                                       | fusion                                           | 1790,                                       | 1790,                          |
| Saint-Martin-de-Ronsac     | Saint-Martin-de-Ronsac                              | fusion                                           | 1790                                        | 1790                           |
| Saint-Martin-de-Ronsac     | Le Cayla                                            | fusion                                           | 1790                                        | 1790                           |
| Saint-Orens                | Gameville                                           | fusion                                           | 1790                                        | 1790                           |
| Saint-Orens                | Cayras                                              | fusion                                           | 1790                                        | 1790                           |
| Saint-Orens                | Lantourville                                        | fusion                                           | 1790                                        | 1790                           |
| Saint-Pierre-de-Lages      | Le Bousquet                                         | fusion                                           | 1790                                        | 1790                           |
| Saint-Pierre-de-Lages      | Lagarde-Lanta                                       | fusion                                           | 1790                                        | 1790                           |
| Salles-et-Pratviel         | Salles                                              | fusion                                           | 1790,                                       | 1790,                          |
| Salles-et-Pratviel         | Pratviel                                            | fusion                                           | 1790,                                       | 1790,                          |
| Saux-et-Pomarède           | Saux                                                | fusion                                           | 1790-1794                                   | 1790-1794                      |
| Saux-et-Pomarède           | Pomarède                                            | fusion                                           | 1790-1794                                   | 1790-1794                      |
| Tarabel                    | Tarabel                                             | fusion                                           | 1790                                        | 1790                           |
| Tarabel                    | Les Hugons                                          | fusion                                           | 1790                                        | 1790                           |
| Tarabel                    | Les Peyrous                                         | fusion                                           | 1790                                        | 1790                           |
| Toulouse                   | Toulouse                                            | fusion                                           | 1790-1794                                   | 1790-1794                      |
| Toulouse                   | Croix-Daurade                                       | fusion                                           | 1790-1794                                   | 1790-1794                      |
| Toulouse                   | Ginestou                                            | fusion                                           | 1790-1794                                   | 1790-1794                      |
| Toulouse                   | Lardenne                                            | fusion                                           | 1790-1794                                   | 1790-1794                      |
| Toulouse                   | Montaudran                                          | fusion                                           | 1790-1794                                   | 1790-1794                      |
| Toulouse                   | Pouvourville                                        | fusion                                           | 1790-1794                                   | 1790-1794                      |
| Toulouse                   | Saint-Agne                                          | fusion                                           | 1790-1794                                   | 1790-1794                      |
| Toulouse                   | Saint-Cyprien                                       | fusion                                           | 1790-1794                                   | 1790-1794                      |
| Toulouse                   | Saint-Simon                                         | fusion                                           | 1790-1794                                   | 1790-1794                      |

## Créations et rétablissements
| Nom de la commune créée  | Commune affectée      | Mode de création                             | Date (et nature) de la décision | Date d'effet              |
| ------------------------ | --------------------- | -------------------------------------------- | ------------------------------- | ------------------------- |
| Lieoux                   | Saint-Gaudens         | Démembrement (Rétablissement)                | 1er février 2008 (Arrêté)       | 13 février 2008           |
| Cierp-Gaud               | Cierp-Gaud-Signac     | Démembrement et suppression (Rétablissement) | 31 janvier 1983 (Arrêté)        | 1er février 1983          |
| Signac                   | Cierp-Gaud-Signac     | Démembrement et suppression (Rétablissement) | 31 janvier 1983 (Arrêté)        | 1er février 1983          |
| Cazac                    | Labastide-Paumès      | Démembrement                                 | 26 mars 1958 (Décret)           | 28 mars 1958              |
| Larra                    | Grenade               | Démembrement                                 | 18 juin 1955 (Décret)           | 20 juin 1955              |
| Belbèze                  | Belbèze-Escoulis      | Démembrement et suppression (Rétablissement) | 4 décembre 1952 (Arrêté)        | 12 février 1953           |
| Escoulis                 | Belbèze-Escoulis      | Démembrement et suppression (Rétablissement) | 4 décembre 1952 (Arrêté)        | 12 février 1953           |
| Bachos                   | Bachos-Binos          | Démembrement et suppression (Rétablissement) | 21 janvier 1948 (Arrêté)        | 22 juillet 1948           |
| Binos                    | Bachos-Binos          | Démembrement et suppression (Rétablissement) | 21 janvier 1948 (Arrêté)        | 22 juillet 1948           |
| Villematier              | Villemur              | Démembrement (Rétablissement)                | 12 juillet 1907 (Loi)           | 12 juillet 1907 (Loi)     |
| Seilhan                  | Gourdan               | Démembrement                                 | 27 janvier 1896 (Loi)           | 27 janvier 1896 (Loi)     |
| Aignes                   | Cintegabelle          | Démembrement                                 | 18 juillet 1882 (Décret)        | 18 juillet 1882 (Décret)  |
| La Magdelaine-sur-Tarn   | Villemur              | Démembrement (Rétablissement)                | 28 mars 1882 (Loi)              | 28 mars 1882 (Loi)        |
| Les Tourreilles          | Montréjeau            | Démembrement                                 | 1er décembre 1875 (Loi)         | 1er décembre 1875 (Loi)   |
| Herran                   | Fougaron              | Démembrement                                 | 19 juin 1871 (Décret)           | 19 juin 1871 (Décret)     |
| Milhas                   | Milhas-et-Razecueillé | Démembrement et suppression (Rétablissement) | 26 avril 1870 (Arrêté)          | 26 avril 1870 (Arrêté)    |
| Razecueillé              | Milhas-et-Razecueillé | Démembrement et suppression (Rétablissement) | 26 avril 1870 (Arrêté)          | 26 avril 1870 (Arrêté)    |
| Urau                     | Saleich               | Démembrement                                 | 7 avril 1870 (Arrêté)           | 7 avril 1870 (Arrêté)     |
| Bondigoux                | Villemur              | Démembrement (Rétablissement)                | 9 août 1869 (Arrêté)            | 9 août 1869 (Arrêté)      |
| Saint-Jean               | L'Union               | Démembrement                                 | 4 décembre 1868 (Arrêté)        | 4 décembre 1868 (Arrêté)  |
| Benque-Dessous-et-Dessus | Saccourvielle         | Démembrement (Rétablissement)                | 1868                            | 1868                      |
| Milhas-et-Razecueillé    | Aspet                 | Démembrement                                 | 22 mars 1835 (Ordonnance)       | 22 mars 1835 (Ordonnance) |
| Sengouagnet              | Aspet                 | Démembrement                                 | 22 mars 1835 (Ordonnance)       | 22 mars 1835 (Ordonnance) |
| Ramefort                 | Cassagnabère          | Démembrement                                 | 1790                            | 1790                      |

## Modifications de nom officiel
| Ancien nom             | Nouveau nom                 | Date (et nature) de la décision |
| ---------------------- | --------------------------- | ------------------------------- |
| Salerm                 | Salherm                     | 8 janvier 2025 (Décret)         |
| Cazaril-Laspènes       | Cazarilh-Laspènes           | 3 décembre 2014 (Décret)        |
| Rieux                  | Rieux-Volvestre             | 22 juin 2009 (Décret)           |
| Saint-Julien           | Saint-Julien-sur-Garonne    | 12 septembre 2005 (Décret)      |
| Saint-Ferréol          | Saint-Ferréol-de-Comminges  | 1er août 2003 (Décret)          |
| Quint                  | Quint-Fonsegrives           | 19 octobre 1992 (Décret)        |
| La Magdeleine-sur-Tarn | La Magdelaine-sur-Tarn      | 1974 ?                          |
| Saint-Paul             | Saint-Paul-sur-Save         | 5 janvier 1965 (Décret)         |
| La Salvetat            | La Salvetat-Saint-Gilles    | 5 janvier 1965 (Décret)         |
| Bellegarde             | Bellegarde-Sainte-Marie     | 18 juin 1958 (Décret)           |
| Boulogne               | Boulogne-sur-Gesse          | 18 juin 1958 (Décret)           |
| Buzet                  | Buzet-sur-Tarn              | 18 juin 1958 (Décret)           |
| Mazères                | Mazères-sur-Salat           | 18 juin 1958 (Décret)           |
| Saint-Bertrand         | Saint-Bertrand-de-Comminges | 18 juin 1958 (Décret)           |
| Salies                 | Salies-du-Salat             | 18 juin 1958 (Décret)           |
| Villefranche           | Villefranche-de-Lauragais   | 18 juin 1958 (Décret)           |
| Belbèze                | Belbèze-en-Comminges        | 26 mars 1957 (Décret)           |
| Saint-Lary-Bonjean     | Saint-Lary-Boujean          | 1er août 1955 (Décret)          |
| Miramont               | Miramont-de-Comminges       | 21 janvier 1949 (Décret)        |
| Auzeville              | Auzeville-Tolosane          | 29 avril 1944 (Décret)          |
| Aspret                 | Aspret-Sarrat               | 3 décembre 1943 (Décret)        |
| Gagnac                 | Gagnac-sur-Garonne          | 30 décembre 1939 (Décret)       |
| Clermont               | Clermont-le-Fort            | 4 janvier 1938 (Décret)         |
| Montclar-les-Prés      | Montclar-de-Comminges       | 21 juillet 1937 (Décret)        |
| Montauban              | Montauban-de-Luchon         | 9 juin 1937 (Décret)            |
| Saint-Clar             | Saint-Clar-de-Rivière       | 3 décembre 1936 (Décret)        |
| Sauveterre             | Sauveterre-de-Comminges     | 3 décembre 1936 (Décret)        |
| Frontignan             | Frontignan-Savès            | 13 février 1930 (Décret)        |
| Belbèze                | Belbèze-de-Lauragais        | 31 décembre 1929 (Décret)       |
| Bonrepos               | Bonrepos-sur-Aussonnelle    | 31 décembre 1929 (Décret)       |
| Cazaril                | Cazaril-Tambourès           | 31 décembre 1929 (Décret)       |
| Gensac                 | Gensac-de-Boulogne          | 31 décembre 1929 (Décret)       |
| Montastruc             | Montastruc-de-Salies        | 31 décembre 1929 (Décret)       |
| Montclar               | Montclar-les-Prés           | 31 décembre 1929 (Décret)       |
| Montgaillard           | Montgaillard-de-Salies      | 31 décembre 1929 (Décret)       |
| Montgaillard           | Montgaillard-sur-Save       | 31 décembre 1929 (Décret)       |
| Saint-Loup             | Saint-Loup-en-Comminges     | 31 décembre 1929 (Décret)       |
| La Salvetat            | La Salvetat-Lauragais       | 31 décembre 1929 (Décret)       |
| Trébons                | Trébons-de-Luchon           | 31 décembre 1929 (Décret)       |
| Cabanac                | Cabanac-Séguenville         | 22 mars 1929 (Décret)           |
| Frontignan             | Frontignan-de-Comminges     | 22 mars 1929 (Décret)           |
| Gensac                 | Gensac-sur-Garonne          | 22 mars 1929 (Décret)           |
| Lavelanet              | Lavelanet-de-Comminges      | 22 mars 1929 (Décret)           |
| Martres                | Martres-Tolosane            | 22 mars 1929 (Décret)           |
| Montbrun               | Montbrun-Lauragais          | 22 mars 1929 (Décret)           |
| Montclar               | Montclar-Lauragais          | 22 mars 1929 (Décret)           |
| Montesquieu            | Montesquieu-Lauragais       | 22 mars 1929 (Décret)           |
| Montgaillard           | Montgaillard-Lauragais      | 22 mars 1929 (Décret)           |
| Saint-Orens            | Saint-Orens-de-Gameville    | 22 mars 1929 (Décret)           |
| Saint-Sulpice          | Saint-Sulpice-sur-Lèze      | 22 mars 1929 (Décret)           |
| Sainte-Foy             | Sainte-Foy-de-Peyrolières   | 22 mars 1929 (Décret)           |
| Salles                 | Salles-sur-Garonne          | 22 mars 1929 (Décret)           |
| Montégut               | Montégut-Bourjac            | 3 décembre 1925 (Décret)        |
| Montégut               | Montégut-Lauragais          | 3 décembre 1925 (Décret)        |
| Antichan               | Antichan-de-Frontignes      | 22 juin 1921 (Décret)           |
| Auriac                 | Auriac-sur-Vendinelle       | 22 juin 1921 (Décret)           |
| Avignonet              | Avignonet-Lauragais         | 22 juin 1921 (Décret)           |
| Beaumont               | Beaumont-sur-Lèze           | 22 juin 1921 (Décret)           |
| Bordes                 | Bordes-de-Rivière           | 22 juin 1921 (Décret)           |
| Cabanac                | Cabanac-Cazaux              | 22 juin 1921 (Décret)           |
| Castanet               | Castanet-Tolosan            | 22 juin 1921 (Décret)           |
| Encausse               | Encausse-les-Thermes        | 22 juin 1921 (Décret)           |
| Labruyère              | Labruyère-Dorsa             | 22 juin 1921 (Décret)           |
| Lagardelle             | Lagardelle-sur-Lèze         | 22 juin 1921 (Décret)           |
| Lagraulet              | Lagraulet-Saint-Nicolas     | 22 juin 1921 (Décret)           |
| Layrac                 | Layrac-sur-Tarn             | 22 juin 1921 (Décret)           |
| Lestelle               | Lestelle-de-Saint-Martory   | 22 juin 1921 (Décret)           |
| Loubens                | Loubens-Lauragais           | 22 juin 1921 (Décret)           |
| Montbrun               | Montbrun-Bocage             | 22 juin 1921 (Décret)           |
| Montoulieu             | Montoulieu-Saint-Bernard    | 22 juin 1921 (Décret)           |
| Nizan                  | Nizan-Gesse                 | 22 juin 1921 (Décret)           |
| Le Pin                 | Le Pin-Murelet              | 22 juin 1921 (Décret)           |
| Portet                 | Portet-sur-Garonne          | 22 juin 1921 (Décret)           |
| Roquefort              | Roquefort-sur-Garonne       | 22 juin 1921 (Décret)           |
| Rouffiac               | Rouffiac-Tolosan            | 22 juin 1921 (Décret)           |
| Saint-Élix             | Saint-Élix-le-Château       | 22 juin 1921 (Décret)           |
| Saint-Félix            | Saint-Félix-Lauragais       | 22 juin 1921 (Décret)           |
| Saint-Geniès           | Saint-Geniès-Bellevue       | 22 juin 1921 (Décret)           |
| Saint-Lary             | Saint-Lary-Bonjean          | 22 juin 1921 (Décret)           |
| Trébons                | Trébons-sur-la-Grasse       | 22 juin 1921 (Décret)           |
| Villemur               | Villemur-sur-Tarn           | 22 juin 1921 (Décret)           |
| Belbèze                | Belbèze-Escoulis            | 29 janvier 1921 (Décret)        |
| Bélesta                | Bélesta-en-Lauragais        | 29 janvier 1921 (Décret)        |
| Bonrepos               | Bonrepos-Riquet             | 29 janvier 1921 (Décret)        |
| Saint-Loup             | Saint-Loup-Cammas           | 5 août 1913 (Décret)            |
| Montaigut              | Montaigut-sur-Save          | 15 février 1912 (Décret)        |
| Saint-Sulpice-de-Lézat | Saint-Sulpice-sur-Lèze      | 22 novembre 1904 (Décret)       |
| Gourdan                | Gourdan-Polignan            | 13 décembre 1901 (Décret)       |
| Labarthe               | Labarthe-sur-Lèze           | 8 mai 1899 (Décret)             |
| Mirepoix               | Mirepoix-sur-Tarn           | 28 février 1898 (Décret)        |
| Villeneuve-lès-Cugnaux | Villeneuve-Tolosane         | 28 février 1898 (Décret)        |
| Plaisance              | Plaisance-du-Touch          | 12 décembre 1892 (Décret)       |
| Montastruc             | Montastruc-la-Conseillère   | 3 mars 1891 (Décret)            |
| Salies                 | Salies-du-Salat             | 21 juillet 1848 (Arrêté)        |

## Modifications de limites communales
Les modifications des limites communales décidées par arrêtés préfectoraux ne sont pas répertoriées dans le Journal officiel ni dans le Bulletin officiel.
| La commune de ...                                     | ... cède du territoire à la commune de ...            | précisions                                            | Date (et nature) de la décision |
| ----------------------------------------------------- | ----------------------------------------------------- | ----------------------------------------------------- | ------------------------------- |
| Drémil-Lafage                                         | Gauré                                                 | 3 habitants Superficie de 20 ha 87 a 85 ca            | 31 juillet 1975 (Décret)        |
| Gauré                                                 | Drémil-Lafage                                         | Superficie de 20 ha 77 a 67 ca                        | 31 juillet 1975 (Décret)        |
| Balma Quint                                           | Quint Balma                                           |                                                       | 17 février 1969 (Décret)        |
| Drudas                                                | Burgaud                                               | Sections de Naples et Fenouillet                      | 7 avril 1948 (Décret)           |
| Renneville                                            | Villefranche                                          |                                                       | 4 mars 1863 (Loi)               |
| Fabas                                                 | Peyrissas                                             |                                                       | 20 avril 1854 (Loi)             |
| Saint-Julien                                          | Saint-Élix                                            | Limite fixée par le ruisseau de Garaignon-Saint-Cirac | 4 juin 1853 (Loi)               |
| L'Union                                               | Saint-Geniez                                          | Hameau de Laucate                                     | 28 juin 1847 (Loi)              |
| Cintegabelle                                          | Mauvaisin                                             |                                                       | 17 juin 1846 (Loi)              |
| Puydaniel                                             | Mauressac                                             | Hameau de Mercadier                                   | 5 août 1844 (Loi)               |
| Melles                                                | Couledoux                                             | Section du Plan-del-Rey                               | 27 juin 1843 (Loi)              |
| Canens                                                | Sieuras (département de l'Ariège)                     | Territoire de la Nogarède                             | 13 juin 1841 (Loi) ,            |
| Marquefave                                            | Lacaugne                                              | Hameaux de Boulouroux et la Bourdette                 | 15 juillet 1840 (Loi)           |
| Roquemaure (département du Tarn)                      | Bessières                                             |                                                       | 25 mai 1835 (Loi)               |
| La Pomarède (département de l'Aude) Saint-Félix       | Saint-Félix La Pomarède (département de l'Aude)       |                                                       | 27 juin 1833 (Loi)              |
| Revel Garravaques-Gandels (département du Tarn)       | Garravaques-Gandels (département du Tarn) Revel       |                                                       | 30 mars 1831 (Loi)              |
| Simorre (département du Gers)                         | Boissède                                              | Sections de Las Bagnères et Pargesse                  | 26 mars 1829 (Loi)              |
| Simorre (département du Gers)                         | L'Isle-en-Dodon                                       | Sections de Las Bagnères et Pargesse                  | 26 mars 1829 (Loi)              |
| Simorre (département du Gers)                         | Molas                                                 | Sections de Las Bagnères et Pargesse                  | 26 mars 1829 (Loi)              |
| Le Pin                                                | Gensac (département du Gers)                          | Section de Murelet                                    | 26 mars 1829 (Loi)              |
| Forgues                                               | Saint-Loube-Amade (département du Gers)               | Section de la Cabane d'Asterac                        | 26 mars 1829 (Loi)              |
| Montcabrier (département du Tarn) Bourg-Saint-Bernard | Bourg-Saint-Bernard Montcabrier (département du Tarn) |                                                       | 20 janvier 1819 (Ordonnance)    |

## Changement de département

### 1813
Le Val d'Aran espagnol et ses 25 communes est provisoirement rattaché à la France et au département de la Haute-Garonne, par le décret impérial du 26 janvier 1812, complété par les décrets du 13 janvier 1813 et du 17 mai 1813.
| Origine | Département de rattachement | Communes concernées |
| ------- | --------------------------- | --- |
| ESPAGNE | HAUTE-GARONNE               | Arres, Arrou, Arties, Aubert, Bagergue, Bellan, Billa (à laquelle est réunie celle d'Arros), Billamos, Bordas (à laquelle sont réunies celles de Begons et de Benous), Bossost, Bozen, Canejean, Cazau, Escugnau (à laquelle est réunie celle de Cazaril), Gards, Gauzac, Gesse, Lez, Mont, Montcourbeau, Salardu, Tredos, Una, Viella-Bertreu, et Vilac |

### 1808
Le département de Tarn-et-Garonne est créé par Senatus Consulte du 4 novembre 1808, complété par le décret impérial du 21 novembre 1808. Il comprend 83 communes extraites du département de la Haute-Garonne.
| Département de rattachement | Département d'origine | Canton concerné          | Communes concernées |
| --------------------------- | --------------------- | ------------------------ | --- |
| TARN-ET-GARONNE             | HAUTE-GARONNE         | Canton de Beaumont       | Auterive, Beaumont, Belbèze, Le Causé, Cumont, Escazeaux, Esparsac, Faudoas, Gariès, Gimat, Glatens, Goas, Haumont, Lamothe-Cumont, Larrazet, Marignac, Maubec, Sérignac et Vigueron                |
| TARN-ET-GARONNE             | HAUTE-GARONNE         | Canton de Castelsarrasin | Albefeuille-Lagarde, Barry-d'Islemade, Les Barthes, Castelsarrasin, Labastide-du-Temple, Meauzac et Ventillat                                                                                       |
| TARN-ET-GARONNE             | HAUTE-GARONNE         | Canton de Grisolles      | Bessens, Canals, Campsas, Dieupentale, Fabas, Grisolles, Labastide-Saint-Pierre, Monbéqui, Nohic, Orgueil, La Perrière et Pompignan                                                                 |
| TARN-ET-GARONNE             | HAUTE-GARONNE         | Canton de Montech        | Bressols, Escatalens, Finhan, Lacourt-Saint-Pierre, Lavilledieu, Montbartier, Montbeton, Montech, Saint-Porquier et Verlhac-Saint-Jean                                                              |
| TARN-ET-GARONNE             | HAUTE-GARONNE         | Canton de Saint-Nicolas  | Angeville, Castelferrus, Castelmayran, Caumont, Cordes-Tolosannes, Coutures, Fajolles, Garganvillar, Gayssanès, Gensac, Labourgade, Lafitte, Montaïn, Saint-Aignan, Saint-Arroumex et Saint-Nicolas |
| TARN-ET-GARONNE             | HAUTE-GARONNE         | Canton de Verdun         | Aucamville, Beaupuy, Bouillac, Bourret, Brive-Castel, Comberouger, Mas-Grenier, Saint-Salvi, Saint-Sardos, et Verdun                                                                                |
| TARN-ET-GARONNE             | HAUTE-GARONNE         | Canton de Villebrumier   | Bonrepos, Corbarieu, Moulis, Puylauron-la-Vinouse, Reyniès, Saint-Nauphary, Varennes, Verlhac-Tescou et Villebrumier                                                                                |

### 1803
| Département d'origine | Département de rattachement | Communes concernées                                                    | Décision                                                                                     |
| --------------------- | --------------------------- | ---------------------------------------------------------------------- | -------------------------------------------------------------------------------------------- |
| HAUTE-GARONNE         | TARN                        | Teulat, Pugnères et Saint-Martin-la-Rivière / Bannières et Montcabrier | Arrêté du 4 thermidor an Xi (23 juillet 1803) et Arrêté du 17 nivôse an XII (8 janvier 1804) |

## Communes associées
Liste des communes ayant, ou ayant eu (en italique), à la suite d'une fusion, le statut de commune associée.
| Nom de la commune | Code INSEE | Fusion-association                    | Fusion-association | Fusion-association | Fusion-association                       | Défusion                               | Défusion         | Défusion                                       |
| Nom de la commune | Code INSEE | date de la décision                   | date d'effet       | commune absorbante | nom de la commune résultant de la fusion | date de la décision                    | date d'effet     | commentaire                                    |
| ----------------- | ---------- | ------------------------------------- | ------------------ | ------------------ | ---------------------------------------- | -------------------------------------- | ---------------- | ---------------------------------------------- |
| Argut-Dessus      | 31016      | Décret du 8 juillet 1974              | 1er août 1974      | Boutx              | Boutx                                    |                                        |                  |                                                |
| Couledoux         | 31154      | Décret du 8 juillet 1974              | 1er août 1974      | Boutx              | Boutx                                    |                                        |                  |                                                |
| Signac            | 31548      | Arrêté préfectoral du 1er août 1973   | 1er janvier 1974   | Cierp-Gaud         | Cierp-Gaud-Signac                        | Arrêté préfectoral du 31 janvier 1983  | 1er février 1983 | Cierp-Gaud-Signac reprend le nom de Cierp-Gaud |
| Lieoux            | 31300      | Arrêté préfectoral du 5 novembre 1973 | 1er janvier 1974   | Saint-Gaudens      | Saint-Gaudens                            | Arrêté préfectoral du 1er février 2008 | 13 février 2008  |                                                |